# Johann Wilhelm Cornelius von Königslöw

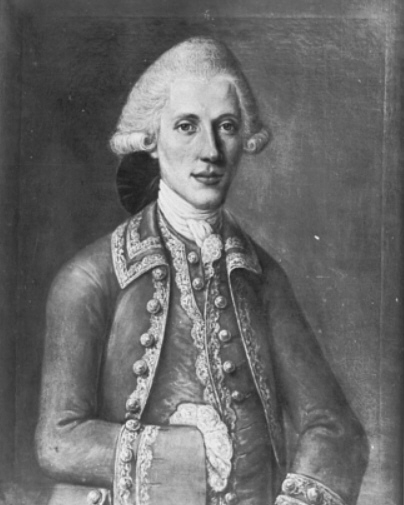
Johann Wilhelm Cornelius von Königslöw (Jugendbildnis)

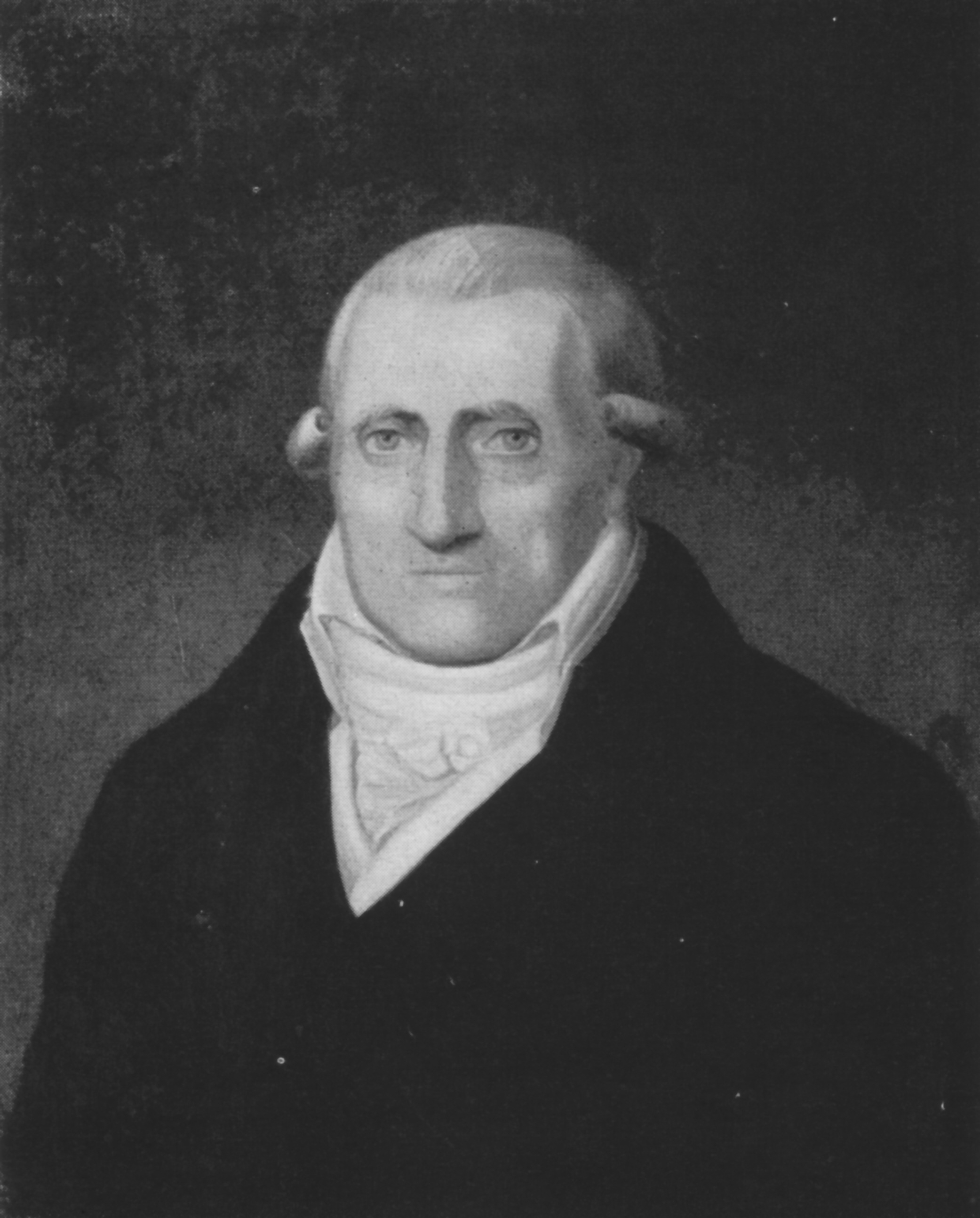
Johann Wilhelm Cornelius von Königslöw im Alter von 81 Jahren

Johann Wilhelm Cornelius von Königslöw, auch Königslöv (* 16. März 1745 in Hamburg; † 14. Mai 1833 in Lübeck) war ein deutscher Organist und Komponist der Klassik, der über 50 Jahre lang an der Kirche St. Marien zu Lübeck tätig war.

## Leben
Von seinem Vater Johann Christoph Burchard von Königslöw erhielt er bereits früh Klavier- und Gesangs-Unterricht. Im Jahr 1758 bat Adolf Karl Kunzen, der Organist der Lübecker Marienkirche, von Königslöw zu sich nach Lübeck, wo dieser als Diskantist u. a. in den Abendmusiken mitwirkte.
Bei Kunzen erhielt er Kompositions-, Orgel- und Violin-Unterricht. Nachdem Kunzen einen Schlaganfall erlitten hatte, wurde von Königslöw im Jahre 1772 zu dessen Adjunkt und Vertreter bestellt und trat nach Kunzens Tod im Jahre 1781 schließlich dessen Nachfolge im Amt des Organisten und Werkmeisters an St. Marien an. Die spätere Amtsnachfolge war von Königslöw durch den Rat der Stadt Lübeck bereits bei der Übernahme der Adjunktenstelle zugesichert worden.
Königslöw gab erstmals in Lübeck reine Orgelkonzerte, die auch als solche gekennzeichnet waren. Außerdem setzte er die Reihe der jährlich zyklisch stattfindenden Abendmusiken bis in die Franzosenzeit um 1810 fort, verlegte sie allerdings ab 1789 in den Börsensaal im Lübecker Rathaus und führte ab etwa 1793 vor allem fremde oder bereits ältere Werke auf. Mit dem Ende des Kantorats anlässlich der Zurruhesetzung des letzten Kantors Johann Hermann Schnobel 1801 wurde Königlsöw auch städtischer Musikdirektor.
Neben diesen Aufgaben betreute von Königslöw die Lübecker Liebhaber- und Winter-Konzerte, deren alleinverantwortlicher Leiter er im Jahre 1791 wurde.
Neben den Ratsmusikern, die von der Stadt Lübeck kostenlos beigestellt wurden, setzte von Königslöw in seinen Konzerten auch Laienmusiker ein und gründete zur Aufführung von Oratorien (u. a. von Händel, Haydn, Mozart und Beethoven) und weiterer Vokalwerke ein Singinstitut.

## Werke
- Des jungen Tobias Verheyrathung: Oratorium.  (1781), Libretto: Christian August Förtsch

Ausgabe: Regina Oehlmann (Hrsg.) (Veröffentlichungen der Stadtbibliothek Lübeck: Reihe 3) Bibliothek der Hansestadt Lübeck 2003 ISBN 9783933652195
- Joseph, Oratorium (1784), St. Petersburg
- Davids Thronbesteigung (Davids Sieg über die Philister). Abendmusik in fünf Abtheilungen. (1785), Digitalisat des Autographs, Signatur Mus A 166, Stadtbibliothek Lübeck
- Die Rettung des Kindes Mose. Abendmusik in drei Abteilungen. (1788), Digitalisat des Autographs, Signatur Mus A 169 a, Stadtbibliothek Lübeck
- Der geborne Weltheiland: ein Oratorium. - [Abendmusik in zwei Abteilungen]. (1788), Digitalisat des Autographs, Signatur Mus A 169 b, Stadtbibliothek Lübeck

Ausgabe: Bibliothek der Hansestadt Lübeck 2006
- Tod, Auferstehung und Gericht. [Abendmusik in zwei Teilen]. (1790), Digitalisat des Autographs, Signatur Mus A 171, Stadtbibliothek Lübeck
- Davids Klage am Hermon, Oratorium (1793), Bibliothek der Hansestadt Lübeck 2003
- Introduction und Fuge in d und Introduction und Fuge in c, in: Lübecker Orgelbuch, Veröffentlichungen der Stadtbibliothek Lübeck Reihe 3, Bd. 26, Lübeck 2003
- Introduction und Fuge in C-Dur und Introduction und Fuge in F, in: Lübecker Orgelbuch, Veröffentlichungen der Stadtbibliothek Lübeck Reihe 3, Bd. 10, Lübeck 2000